# Aabra
Aabra – wieś w Estonii, w prowincji Võru, w gminie Rõuge. Wieś leży na terenie i w jej obrębie Obszaru Chronionego Krajobrazu Haanja. znajduje się jezioro Aabra.